# Mehet-Weret
 Der er for få eller ingen kildehenvisninger i denne artikel, hvilket er et problem. Du kan hjælpe ved at angive troværdige kilder til de påstande, som fremføres i artiklen.

Mehet-Weret er en egyptisk gudinde og mor til solguden Ra.
Hun kunne også personificere urhavet, kaldet Nun. I den sammenhæng blev hun fremstillet som en ko, der med sine horn bragte solen op på himlen. Hun havde også forbindelse til Hathor. I Unas's pyramidetekster omtales Mehet-Werets kanal, som Unas kommer til på sin rejse til efterlivet. I Nye rige optræder hun i dødebogen, hvor der fortælles om hendes moderskab til solguden.